# Caprella lilliput
Caprella lilliput is een vlokreeftensoort uit de familie van de Caprellidae. De wetenschappelijke naam van de soort is voor het eerst geldig gepubliceerd in 1987 door Krapp-Schickel & Ruffo.